# Skyddshäkte
Skyddshäkte innebär till exempel att en fängelseintern skyddas från andra fångar.
I Tredje riket var skyddshäkte (Schutzhaft) en eufemism för fängslande av människor helt utan rättslig prövning, vanligtvis i koncentrationsläger.